# Michael Lee (Schlagzeuger)
Michael Lee (* 19. November 1969 in Darlington, Vereinigtes Königreich; † 24. November 2008 ebenda; bürgerlich Michael Gary Pearson) war ein britischer Schlagzeuger, der unter anderem für The Cult, Thin Lizzy und Page & Plant trommelte.

## Biografie
Nach seinem Schulabschluss arbeitete er einige Zeit als Verkäufer. Mit 17 spielte er für die NWoBHM-Band Holosade, die einen Plattenvertrag bei einem Independent-Label abschließen konnten und ein Album namens Hell House veröffentlichten. Kurz danach zerbrach die Band.
1989 schloss sich Michael Lee den Little Angels an und ersetzte dort Gründungsmitglied Dave Hopper. Er veröffentlichte mit ihnen die EP Too Posh to Mosh (1988), das Debütalbum Don’t Prey for Me (1989) und den Nachfolger Young Gods (1991) ein. Er musste die Band nach der 1991er Tour verlassen, als bekannt wurde, dass er heimlich bei The Cult vorgespielt hatte. Bei The Cult blieb er nur für eine Single (The Witch, 1992) und einen Soundtrack-Beitrag für Buffy – Der Vampir-Killer. Danach wurde er zusammen mit dem Rest der Backing-Band von Ian Astbury und Billy Duffy gefeuert. Er beteiligte sich anschließend an beiden Page-&-Plant-Alben und als Session-Drummer.
Michael Lee hatte einige Engagements bei Echo & The Bunnymen, Jeff Martin (ex-The Tea Party), Ian Gillan und Thin Lizzy. Er verstarb am 24. November 2008 im Alter von 39 Jahren an einem epileptischen Anfall.

## Diskografie (Auswahl)
- Holosade: Hell House (1988)
- Little Angels: Too Posh To Mosh EP (1988)
- Little Angels: Don’t Prey for Me (1989)
- Little Angels: Young Gods (1991)
- The Cult: The Witch (Single, 1992)
- Robert Plant: Fate of Nations (1993)
- Page & Plant: No Quarter (1994)
- Page & Plant: Walking into Clarksdale (1998)
- Echo & The Bunnymen: Evergreen (1999)
- Echo & The Bunnymen: What Are You Going to Do with Your Life? (1999)
- Kealer: My Own Worst Enemy (2003)
- Jeff Martin: Exile and the Kingdom (2006)
- Ian Gillan: Gillan’s Inn (2006)
- Robert Plant & Alison Krauss: Raising Sand (2007)